# De terra, carbó i fil
De terra, carbó i fil és un mural pintat a una façana de les escales de l'antiga presó, a la plaça del Doctor Saló de Berga. Obra de l'artista Roc Blackblock, és un homenatge als treballadors de la mineria i el tèxtil del passat del Berguedà. El projecte, finalitzat l'abril de 2019, va ser impulsat per l'àrea de Cultura de l'ajuntament de Berga, per a la Fira de Maig d'aquell any, amb l'objectiu de posar en rellevància el passat obrer i destacant el paper de la dona en el relat de la memòria col·lectiva.

## Galeria d'imatges

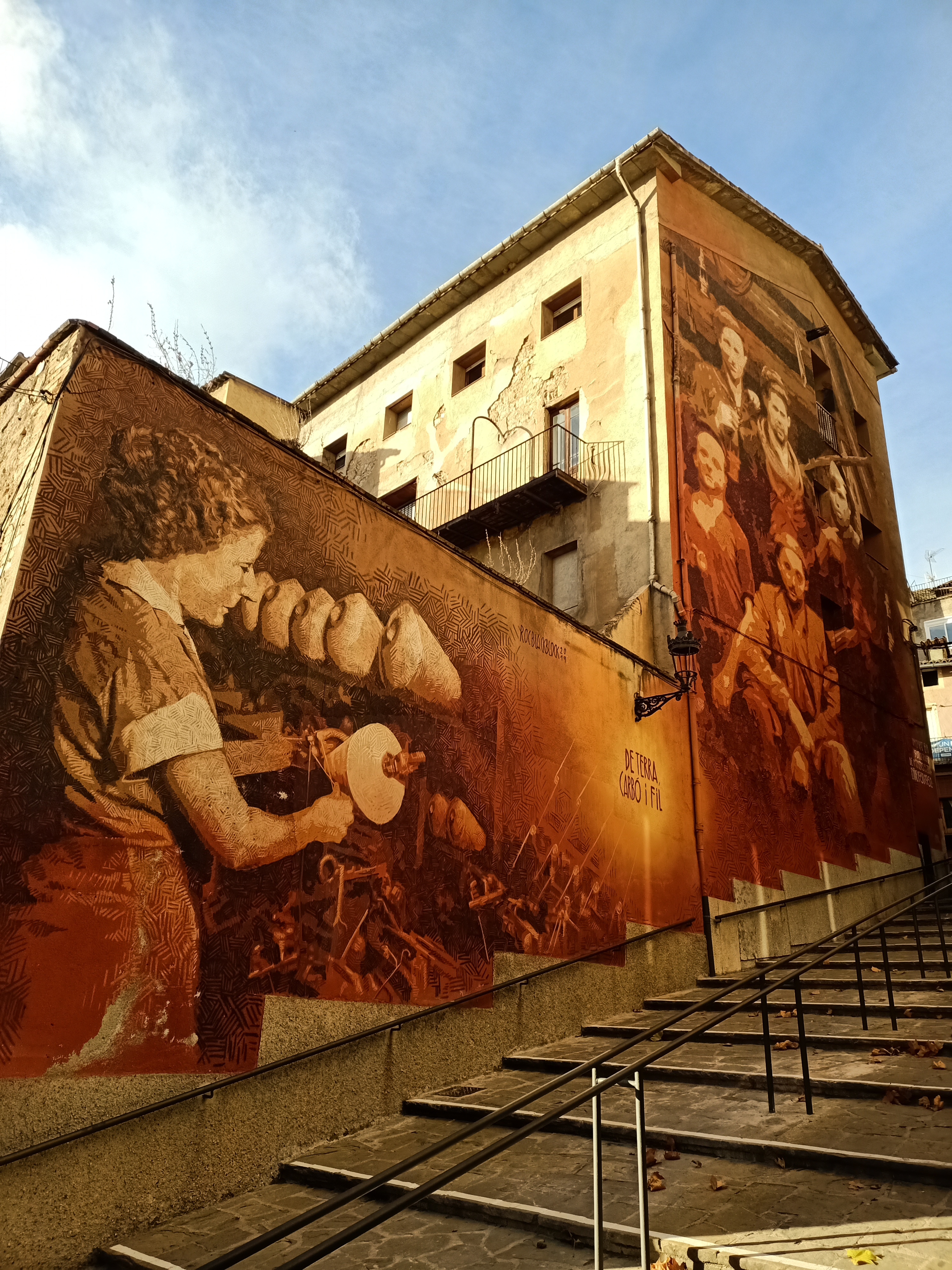
Vista del mural
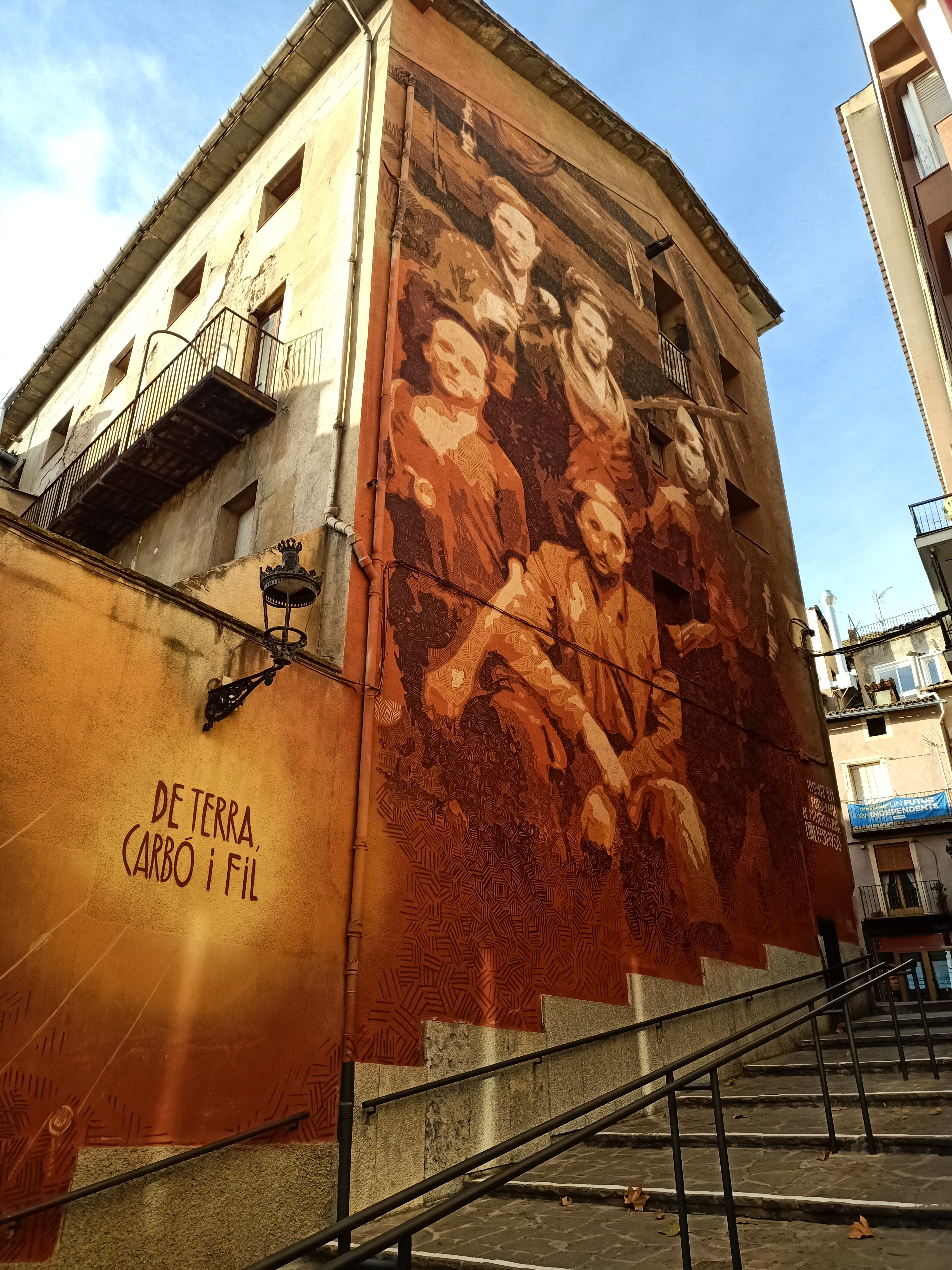
Detall del mural
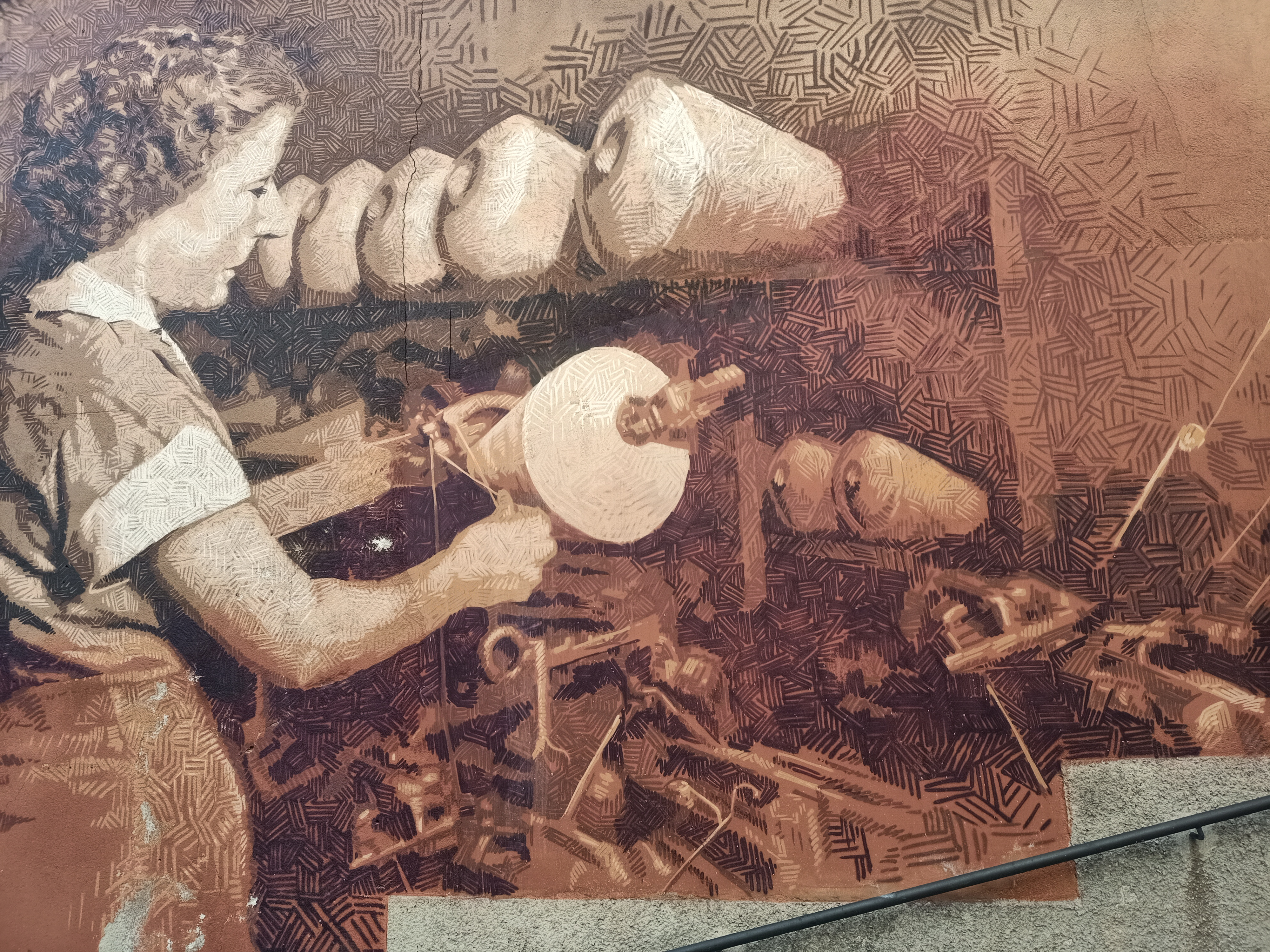
Detall del mural